# شهرستان دلاویر (آیووا)
شهرستان دلاویر، آیووا (به انگلیسی: Delaware County, Iowa) یک عوارض جغرافیایی در ایالات متحده آمریکا است که در آیووا واقع شده‌است.